# Pselaphochernes becki
Pselaphochernes becki es una especie de arácnido  del orden Pseudoscorpionida de la familia Chernetidae.

## Distribución geográfica
Se encuentra en Utah (Estados Unidos).